# Quartetto per archi n. 6 (Beethoven)
Il Quartetto per archi n. 6 in Si bemolle maggiore, op.18, è una composizione di Ludwig van Beethoven scritta nel 1800 e pubblicata nel 1801.

## Storia
Il quartetto fu composto tra l'aprile e l'estate del 1799. Cronologicamente, nel complesso dei sei quartetti che costituiscono l'op.18, è stato effettivamente l'ultimo a essere scritto e l'ultimo a essere pubblicato, nel 1801.
Nel caso di questo brano, la numerazione con cui è stato pubblicato corrisponde anche all'ordine cronologico di composizione; questo in generale non è vero per altri brani che costituiscono l'op.18, per i quali la numerazione segue l'ordine di stampa e non quello di scrittura.

## Movimenti
Il quartetto è composto da quattro movimenti:
1. Allegro con brio (Si bemolle maggiore)
2. Adagio ma non troppo (Mi bemolle maggiore)
3. Scherzo. Allegro (Si bemolle maggiore)
4. La Malinconia: Adagio - Allegretto quasi Allegro (Si bemolle maggiore)